# 国際キックボクシング連盟
国際キックボクシング連盟(The International Kickboxing Federation / IKF)は、キックボクシングとムエタイの世界王座認定団体。1992年に設立され、アメリカ・カリフォルニア州ニューカッスルに世界本部を置く。フルコンタクトルール、インターナショナルルール、ムエタイルール、散打ルールによる男女の世界王座およびランキングを設置。アマチュアキックボクシングの世界選手権である「IKFワールド・クラシック」を主催している。元来は全米選手権であったが、その後北米選手権に規模を拡大した。総合格闘技団体の国際競技格闘連盟（ISCF）は姉妹団体。2014年に役員であったジャン・フアはキックボクシング団体「Kunlun Fight」を創設した。

## 主な認定王者

### フルコンタクト
- リック・ルーファス - 初代IKFフルコンタクト世界ライトヘビー級王者（1994年1月22日）

### インターナショナル
- リック・ルーファス -初代IKFインターナショナル世界ヘビー級王者（1998年）

### ムエタイ
- オーレ・ローセン - 初代IKFプロムエタイ欧州ライトミドル級王者（2000年6月29日）
- マット・スケルトン - 第2代IKFムエタイ世界スーパーヘビー級王者（2000年11月26日）
- デミトリー・シャクタ - IKFムエタイインターコンチネンタルウェルター級王者（2000年）
- デミトリー・シャクタ - IKFムエタイ世界スーパーウェルター級王者（2000年）
- ワシリー・シシ - IKFムエタイ世界スーパーライト級王者（2001年）
- パトリス・カルテロン - IKFムエタイ世界スーパーヘビー級王者（2008年）
- ジョアン・ウッド - IKFムエタイ欧州女子フライ級王者（2009年）

### アマチュア
- チャック・リデル - IKF全米ヘビー級王者
- ケビン・ローズイヤー - IKFスーパーヘビー級王者
- マヌエル・ケサダ - IKFアマチュアインターナショナルヘビー級王者（1998年3月14日）
- マヌエル・ケサダ - IKFスーパーヘビー級王者（1998年9月12日）
- マーク・ホーミニック - IKF北米スーパーウェルター級王者
- ジャスティン・スコギンズ - IKF北米クラシック ジュニアライトヘビー級 優勝（2004年）
- ハキーム・ダオドゥ - IKFワールドクラシック ムエタイルール ウェルター級王者（2010年）
- ハキーム・ダオドゥ - IKFアマチュアフルムエタイルール ライトウェルター級世界王者（2011年）
- アンドレア・リー - IKF世界アマチュアムエタイ選手権 優勝（2013年）
- アンドレア・リー - IKF世界アマチュアムエタイ選手権 優勝（2015年）

## ルール
IKFの承認した興行の試合で使われる競技用具は、IKFの指定したメーカーの製品を使うことを義務付けられる。グローブ、バンテージ、脛当て、足パッド、ローブロー防止用のプロテクターはTKO社かリングサイド社製を、マウスピースはウィップス社製を、ヘッドギアはトップテン社かTKO社製の製品を使わなくてはならない。

### フルコンタクト
プロ、アマ共に競技者は必ず長ズボンを履いて試合に臨まなければならない。キックボクシング用の短パンを履いてリングに上がった時点で即失格負けとなる。アマチュアは1ラウンド中に6発、プロは8発以上の蹴を出さなければならない。既定の回数に満たなかった場合はラウンド毎に1点引かれる。蹴りはベルトラインより上に当てなくてはならない。

### インターナショナル
下半身への蹴りが認められる。肘打ち無し。

### ムエタイ
肘打ち、首相撲、膝蹴り有り。

### 散打
競技場はロープの張られていない一段高い檀上かボクシングのリング上で行なわれる。肘打ち、膝蹴り無し。ただし、場合によっては膝蹴りは許可されることがある。投げ有り。

## 設置階級
男子17階級、女子10階級である。

### 男子
- アトム級(117.1 lbs/ 53.1 kg 以下)
- フライ級(117.1- 120 lbs /53.2 kg - 54.5 kg)
- バンタム級(120.1 - 124 lbs / 54.6 - 56.4 kg)
- フェザー級(124.1 - 128 lbs / 56.5 - 58.2 kg)
- ライト級(128.1 - 132 lbs / 58.3 kg- 60 kg)
- スーパーライト級(132.1 - 137 lbs / 60.1 - 62.2 kg)
- ライトウェルター級(137.1 - 142 lbs / 62.3 - 64.5 kg)
- ウェルター級(142.1 - 147 lbs / 64.6 - 66.8 kg)
- スーパーウェルター級(147.1 - 153 lbs./ 66.9 - 69.5 kg)
- ライトミドル級(153.1 - 159 lbs / 69.6 - 72.3 kg)
- ミドル級(159.1 - 165 lbs / 72.4 - 75 kg)
- スーパーミドル級(165.1 - 172 lbs / 75.1 - 78.2 kg)
- ライトヘビー級(172.1 - 179 lbs / 78.3 - 81.4 kg)
- ライトクルーザー級(179.1 - 186 lbs / 81.5 - 84.5 kg)
- クルーザー級(186.1 - 195 lbs / 84.6 - 88.6 kg)
- ヘビー級(195.1 - 215 lbs. / 88.7 - 97.7 kg)
- スーパーヘビー級(215.1 lbs / 97.8 kg以上)

### 女子
- ストロー級(113 lbs / 51.40kg以下)
- アトム級(113.1 - 117 lbs / 51.40 - 53.18kg)
- フライ級(117.1 - 120 lbs / 53.2 - 54.5 kg)
- バンタム級(120.1 - 124 lbs / 54.6 - 56.4 kg)
- フェザー級(124.1 - 128 lbs / 56.5 - 58.2 kg)
- ライト級(128.1 - 132 lbs / 58.3 - 60 kg)
- スーパーライト級(132.1 - 137 lbs / 60.1 - 62.2 kg)
- ライトウェルター級(137.1 - 142 lbs / 62.3 - 64.5 kg)
- ウェルター級(142.1 - 147 lbs / 64.6 - 66.8 kg)
- スーパーウェルター級(147.1 - 153 lbs / 66.9 - 69.5 kg)
- ライトミドル級（153.1 - 159 lbs / 69.6 - 72.3 kg）
- ミドル級(159.1 - 165 lbs / 72.4 - 75 kg)